# Itacoatiara Airport
Itacoatiara Airport är en flygplats i Brasilien.   Den ligger i kommunen Itacoatiara och delstaten Amazonas, i den centrala delen av landet, 1 800 km nordväst om huvudstaden Brasília. Itacoatiara Airport ligger 36 meter över havet.
Terrängen runt Itacoatiara Airport är platt. Närmaste större samhälle är Itacoatiara, 4,5 km öster om Itacoatiara Airport.
I omgivningarna runt Itacoatiara Airport växer i huvudsak städsegrön lövskog. Runt Itacoatiara Airport är det glesbefolkat, med 11 invånare per kvadratkilometer.